# Tang Yi
Tang Yi (Shanghai, 8 januari 1993) is een Chinese zwemster. Ze vertegenwoordigde haar vaderland op de Olympische Zomerspelen 2008 in Peking en op de Olympische Zomerspelen 2012 in Londen.

## Carrière
Bij haar internationale debuut, op de Aziatische Spelen 2006 in Doha, veroverde Tang samen met Pang Jiaying, Tang Jingzhi en Yang Yu de gouden medaille op de 4x200 meter vrije slag.
Op de wereldkampioenschappen zwemmen 2007 in Melbourne, eindigde ze samen met Yang Yu, Xu Yanwei en Zhu Yingwen als zevende op de 4x100 meter vrije slag, op de 4x200 meter vrije slag strandde ze samen met Yang Yu, Tang Jingzhi en Pang Jiaying in de series.
Tijdens de Olympische Zomerspelen van 2008 in Peking eindigde de Chinese samen met Zhu Yingwen, Xu Yanwei en Pang Jiaying als vierde op de 4x100m vrije slag.
In Rome nam Tang deel aan de wereldkampioenschappen zwemmen 2009, op dit toernooi eindigde ze samen met Li Zhesi, Zhu Qianwei en Pang Jiaying als zesde op de 4x100 meter vrije slag.
Tijdens de Aziatische Spelen 2010 in Guangzhou veroverde ze de gouden medaille op de 100 meter vrije slag, op de 50 en de 200 meter vrije slag legde ze beslag op het zilver. Ze was lid van alle Chinese estafetteploegen die, op alle estafettes, het goud in de wacht sleepten. Op de wereldkampioenschappen kortebaanzwemmen 2010 in Dubai eindigde de Chinese als vierde op de 200 meter vrije slag, op de 50 meter vrije slag werd ze uitgeschakeld in de series. Op de 4x200 meter vrije slag veroverde ze samen met Chen Qian, Liu Jing en Zhu Qianwei de wereldtitel, samen met Zhao Jing, Zhao Jin en Liu Zige sleepte ze de wereldtitel in de wacht op de 4x100 meter wisselslag. Op de 4x100 meter vrije slag legde ze samen met Zhu Qianwei, Pang Jiaying en Li Zhesi beslag op de 4x100 meter vrije slag.
In Shanghai nam Tang deel aan de wereldkampioenschappen zwemmen 2011. Op dit toernooi strandde ze in de halve finales van de 200 meter vrije slag. Samen met Zhao Jing, Ji Liping en Lu Ying veroverde ze de zilveren medaille op de 4x100 meter wisselslag, op de 4x200 meter vrije slag sleepte ze samen met Chen Qian, Pang Jiaying en Liu Jing de bronzen medaille in de wacht. Samen met Li Zhesi, Wang Shijia en Pang Jiaying eindigde ze als vierde op de 4x100 meter vrije slag.
Tijdens de Olympische Zomerspelen van 2012 in Londen behaalde de Chinese de bronzen medaille op de 100 meter vrije slag, op de 4x100 meter vrije slag eindigde ze samen met Qiu Yuhan, Wang Haibing en Pang Jiaying op de vierde plaats. Samen met Zhao Jing, Ji Liping en Lu Ying eindigde ze als vijfde op de 4x100 meter wisselslag, op de 4x200 meter vrije slag eindigde ze samen met Wang Shijia, Ye Shiwen en Liu Jing op de zesde plaats. Op de wereldkampioenschappen kortebaanzwemmen 2012 in Istanboel legde Tang, op de 100 meter vrije slag, beslag op de bronzen medaille. Samen met Qiu Yuhan, Pang Jiaying en Guo Junjun veroverde ze de bronzen medaille op de 4x200 meter vrije slag, op de 4x100 meter wisselslag eindigde ze samen met Zhou Yanxin, Sun Ye en Lu Ying op de vijfde plaats.
Tijdens de wereldkampioenschappen zwemmen 2013 in Barcelona eindigde Yi 7e op de 100 meter vrije slag. Samen met Fu Yuanhui, Lu Ying en Sun Ye eindigde ze als vierde op de 4x100 meter wisselslag.

## Internationale toernooien
| Jaar | Olympische Spelen                                                                    | WK langebaan                                                                                               | WK kortebaan                                                                                        | PanPacs       | Aziatische Spelen                                                                                              |
| ---- | ------------------------------------------------------------------------------------ | --- | --------------------------------------------------------------------------------------------------- | ------------- | --- |
| 2006 |                                                                                      | | geen deelname                                                                                       | geen deelname | 4x200m vrije slag                                                                                              |
| 2007 |                                                                                      | 7e 4x100m vrije slag 9e 4x200m vrije slag                                                                  | |               | |
| 2008 | 4e 4x100m vrije slag                                                                 | | geen deelname                                                                                       |               | |
| 2009 |                                                                                      | 6e 4x100m vrije slag                                                                                       | |               | |
| 2010 |                                                                                      | | 20e 50m vrije slag · 4e 200m vrije slag · 4x100m vrije slag · 4x200m vrije slag · 4x100m wisselslag | geen deelname | 50m vrije slag · 100m vrije slag · 200m vrije slag · 4x100m vrije slag · 4x200m vrije slag · 4x100m wisselslag |
| 2011 |                                                                                      | serie 100m vrije slag · 11e 200m vrije slag · 4e 4x100m vrije slag · 4x200m vrije slag · 4x100m wisselslag | |               | |
| 2012 | 100m vrije slag · 4e 4x100m vrije slag · 6e 4x200m vrije slag · 5e 4x100m wisselslag | | 100m vrije slag · 4x200m vrije slag · 5e 4x100m wisselslag                                          |               | |
| 2013 |                                                                                      | 26e 50m vrije slag 7e 100m vrije slag 4e 4x100m wisselslag                                                 | |               | |

## Persoonlijke records
Bijgewerkt tot en met 15 oktober 2013
Kortebaan
| Afstand         | Tijd    | Datum            | Plaats |
| --------------- | ------- | ---------------- | ------ |
| 50m vrije slag  | 24,95   | 18 december 2010 | Dubai  |
| 100m vrije slag | 52,27   | 18 december 2010 | Dubai  |
| 200m vrije slag | 1.53,07 | 19 december 2010 | Dubai  |

Langebaan
| Afstand         | Tijd    | Datum           | Plaats    |
| --------------- | ------- | --------------- | --------- |
| 50m vrije slag  | 25,33   | 1 april 2009    | Shaoxing  |
| 100m vrije slag | 53,28   | 1 augustus 2012 | Londen    |
| 200m vrije slag | 1.57,64 | 9 juni 2010     | Barcelona |